# Lepidagathis madagascariensis
Lepidagathis madagascariensis är en akantusväxtart som beskrevs av Raymond Benoist. Lepidagathis madagascariensis ingår i släktet Lepidagathis och familjen akantusväxter. Inga underarter finns listade i Catalogue of Life.